# Kommer inte att sova i natt
Kommer inte att sova i natt är en singelskiva från albumet Så nära av Nilla Nielsen, utgiven 30 mars 2012. 

## Låtlista
1. Kommer inte att sova i natt - (Nilla Nielsen)

## Band
- Nilla Nielsen - Sång & akustisk gitarr
- Janne Bark - Elgitarr
- Ronald Alertsen - Bas

## Fotnoter
1. ↑  ”Intervju om Kommer inte att sova i natt”, Radio Active / FM Österlen, 29/3 2012
2. ↑  ”Artikel om Kommer inte att sova i natt” Arkiverad 8 maj 2014 hämtat från the Wayback Machine., Some things are classic, some things are just old, 30/3 2012